# Ватманский переулок
Ватманский переулок — короткая тупиковая улица в историческом центре Одессы, от Водопроводной улицы

## История
Название получил по наименованию профессии водителя трамвая в Одессе — «ватман».
Находился на окраине города, за трамвайным депо № 1 (бывшее Ришельевское депо, 1910, арх. Л. Л. Влодек). Близлежащий район — «Сахалинчик» — своё название получил в XIX веке по причине сбора туда преступников перед отправкой их по этапу.